# Lev!

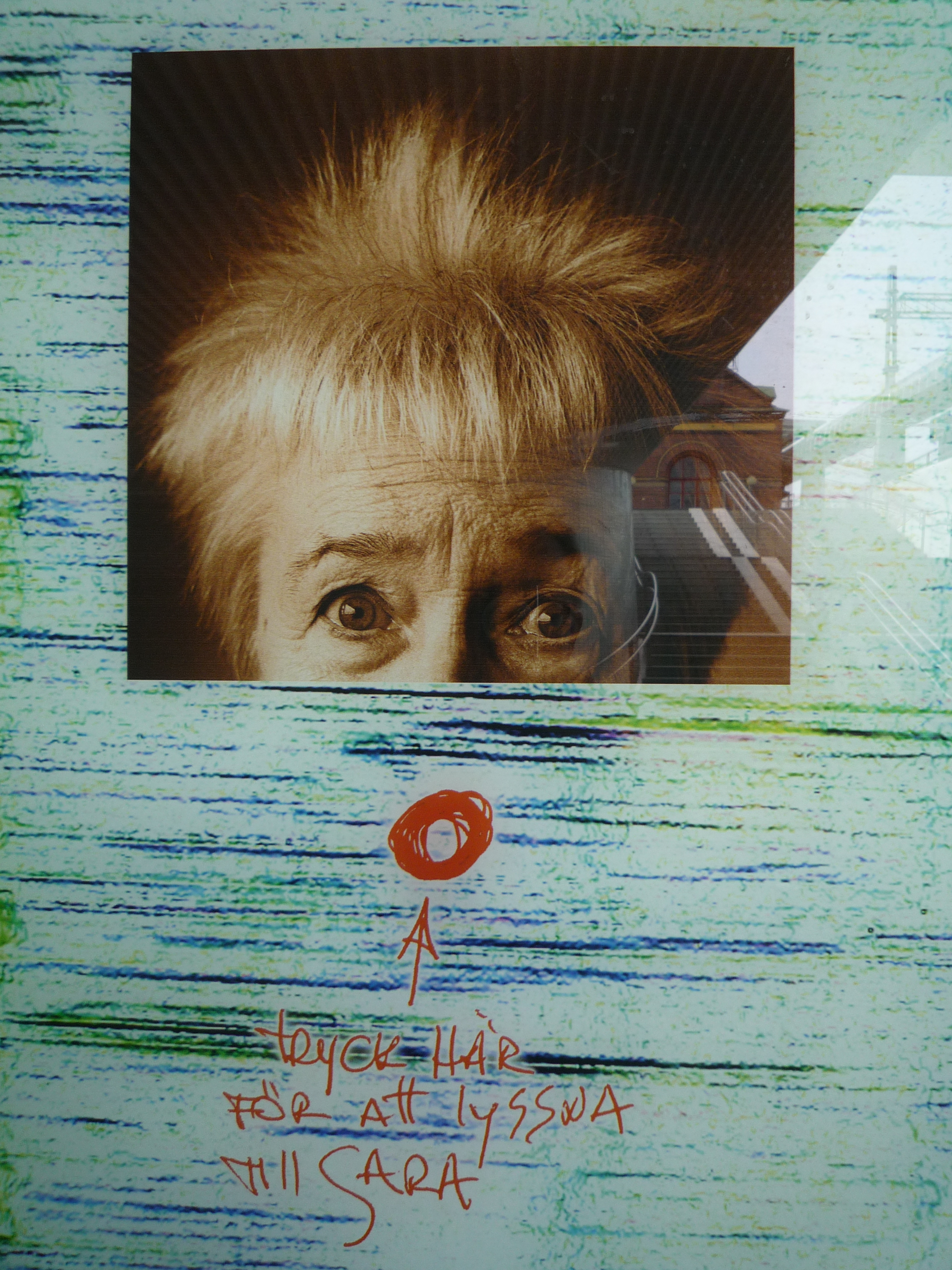
Sara Lidman portréja az üvegfalon

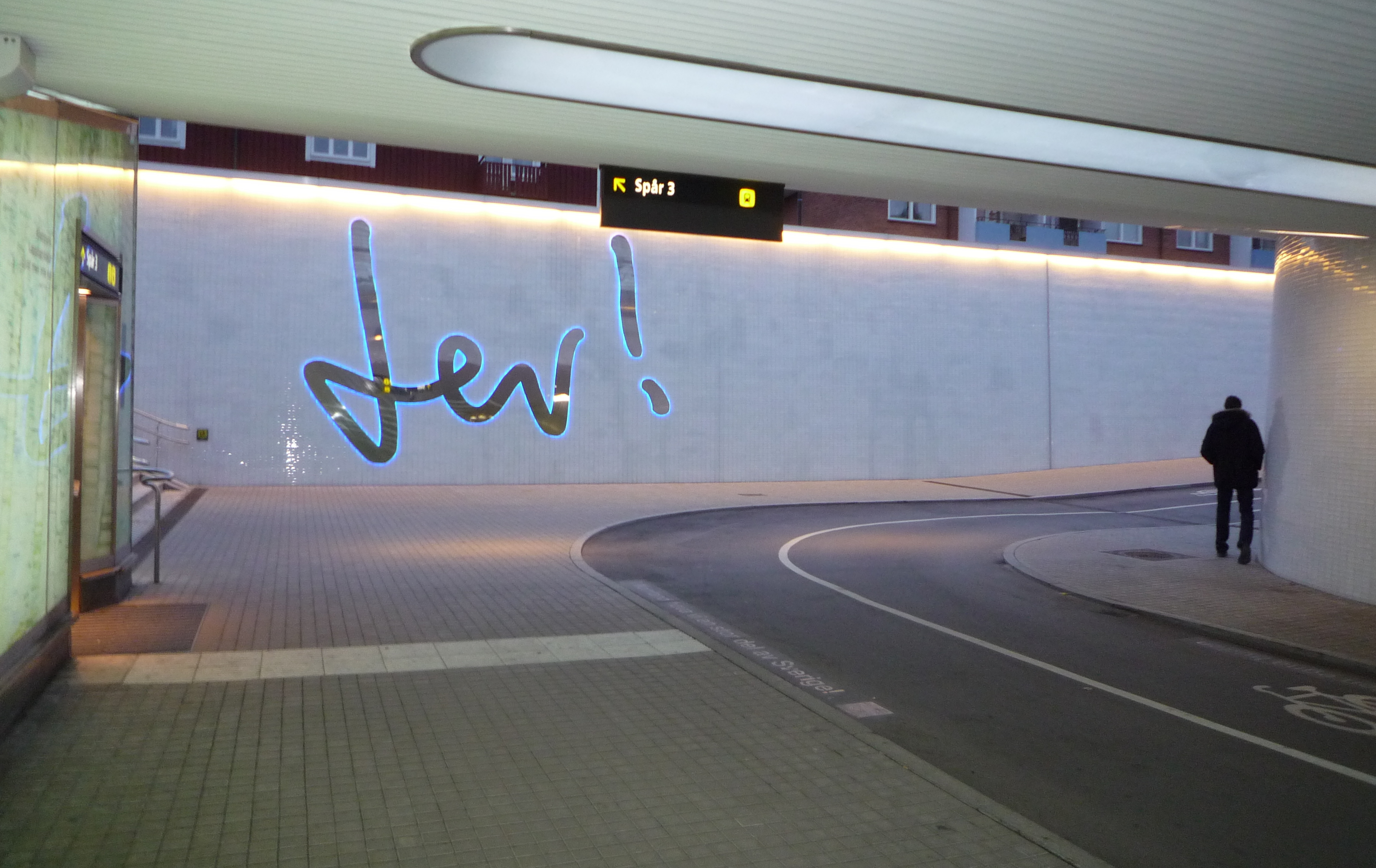
Lev! kézirat az alagútban

A Lev! nevű 170 méter hosszú üvegfal a svédországi Umeå központjában egy gyalogos és kerékpáros alagútban található, mely a Järnvägstorget (Vasútállomás tér) és a város Haga kerülete között húzódik.
Az FA+ művésznevű alkotópáros (Ingrid Falk és Gustavo Aguerre) művét 2012. november 17-én avatták fel, a Höstljus (Őszi fény) fesztivál keretében Umeå központi vasútállomásának újranyitása alkalmából.
A műalkotás neve Sara Lidman svéd írónőtől származik, aki gyakran így írta alá könyveit. A művésznő kézírása monumentális méretben megjelenik egy polírozott fémlemez formájában az alagút északi végén. Ugyanez a kézírás ismételődik egy alulról halványan megvilágított padnál az állomás épülete mellett.

## Fordítás
- Ez a szócikk részben vagy egészben  a   Lev! című angol Wikipédia-szócikk ezen változatának fordításán alapul.  Az eredeti cikk szerkesztőit annak laptörténete sorolja fel. Ez a jelzés csupán a megfogalmazás eredetét és a szerzői jogokat jelzi, nem szolgál a cikkben szereplő információk forrásmegjelöléseként.
- Ez a szócikk részben vagy egészben  a   Lev! című svéd Wikipédia-szócikk ezen változatának fordításán alapul.  Az eredeti cikk szerkesztőit annak laptörténete sorolja fel. Ez a jelzés csupán a megfogalmazás eredetét és a szerzői jogokat jelzi, nem szolgál a cikkben szereplő információk forrásmegjelöléseként.